# سرعت

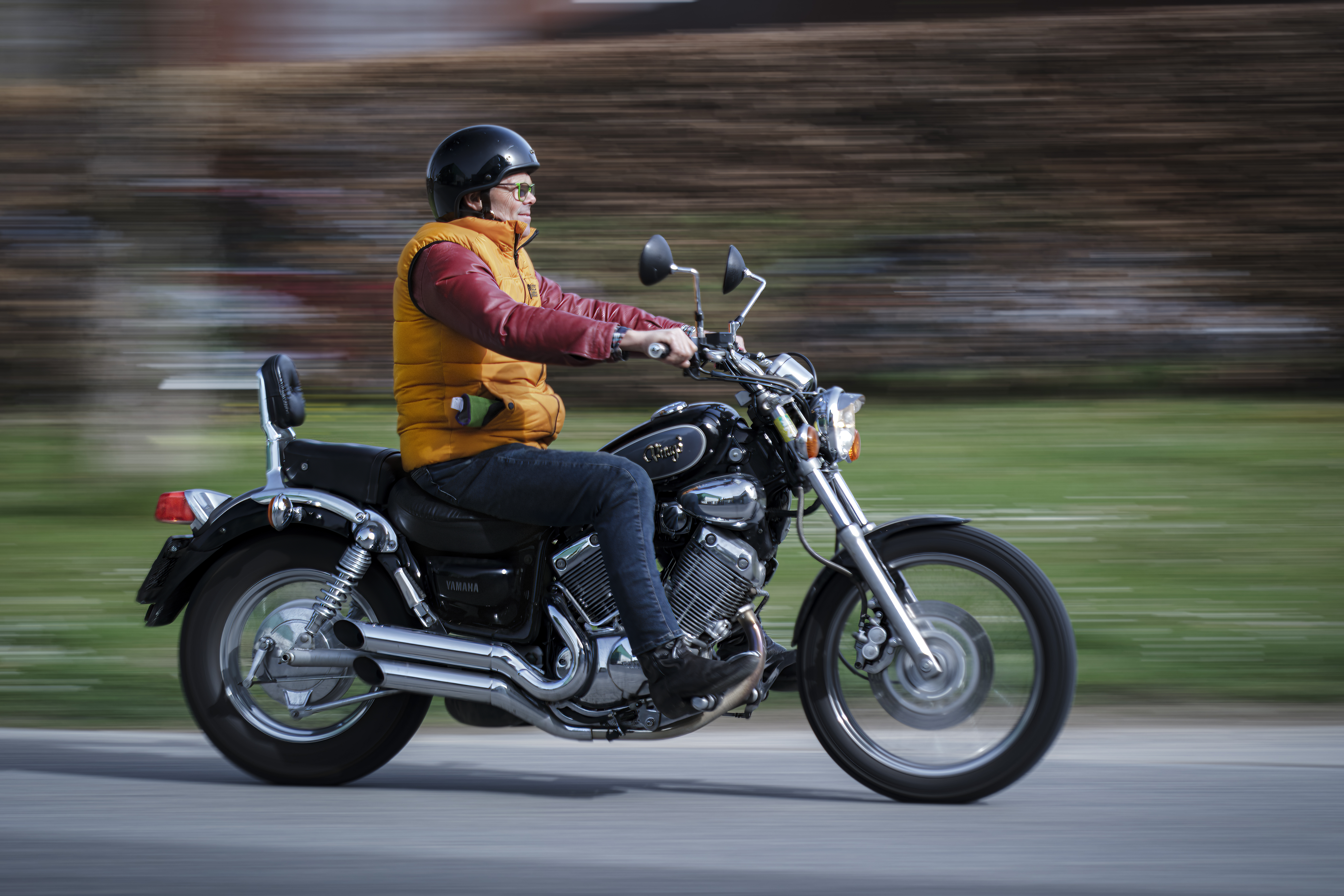
تصویری از یک موتور سیکلت که با (سرعت) زیاد در حال حرکت است

سرعت در علم سینماتیک به مفهوم بزرگی سرعت برداری یک جسم گفته می‌شود. سرعت یک کمیت برداری است و واحد آن در SI متر بر ثانیه می‌باشد. سرعت متوسط به تغییرات مکان متحرک نسبت به زمان طی شده می‌گویند. سرعت لحظه‌ای نیز به صورت حد سرعت در صورتی که بازه زمانی به صفر میل کند، یا به عبارت دیگر سرعتی که متحرک در هر لحظه دارد، تعریف می‌گردد.
{\displaystyle v={\frac {d}{t}},}
نسبت تغییر مکان به زمان این تغییرات را گویند.
تعریف سرعت متوسّط:نسبت کلّ جابجائی به زمان این جابجائی را سرعت متوسّط گویند.
نکته:از تعریف دیفرانسیلی سرعت نمی‌شود به محاسبهٔ سرعت متوسّط پرداخت. گاهی به جای d از دلتا ایکس استفاده نیز می‌شود.

## نسبت واحدها
برای سرعت واحدهای بسیاری وجود دارد. در تعریف نسبت واحدهای سرعتی می‌توان گفت:
هر واحدی که برای مکان(طول) به کار می‌رود را می‌توان به هر واحد دلخواهی از زمان تقسیم کرد و سپس، هر جهت دلخواهی را نام برد
مثل:3m/s به طرف شرق،8km/minبه طرف شمال غربی،0.7cm/hو…

## تعریف
گالیله سرعت را که با نام {\displaystyle v} نمایش می‌یابد به‌صورت ساده مسافت طی شده در واحد زمان تعریف کرد؛ یعنی معادله زیر:
{\displaystyle v={\frac {d}{t}}}
سرعت در یک لحظه بسیار کوتاه به صورت تغییرات یا مشتق جابه‌جایی نسبت به زمان تعیین می‌شود:
{\displaystyle v=\left|\mathbf {v} \right|=\left|{\dot {\mathbf {r} }}\right|=\left|{\frac {d\mathbf {r} }{dt}}\right|}
با نگاه کردن به سرعت‌سنج خودرو، می‌توان سرعت لحظه‌ای خودرو را در هر لحظه خواند.

## حرکت با سرعت ثابت
در حالت خاصی که سرعت ثابت است (یعنی حرکت بدون شتاب روی یک خط مستقیم)، می‌توان معادله سرعت بالا را به صورت v=d/t نوشت.
پس در سرعت ثابت نرخ تغییرات سرعت صفر است و یک سرعت ثابت داریم. در این حالت، نمودار سرعت زمان به صورت خطی به موازات محور t خواهد بود (شیب خط برابر اندازهٔ شتاب است).

## معادلهٔ سرعت زمان
معادلهٔ سرعت زمان معادله‌ای است که متغیرهای آن v و t می‌باشند و همان معادلهٔ نموداری است که در نمودار سرعت-زمان رسم می‌شود و بیانگر سرعت لحظه‌ای جسم در هر لحظه است.
فرم کلی معادله سرعت زمان برای حرکت با شتاب ثابت روی خط راست به صورت زیر است:
v=at+v0
که در آن،a برابر شتاب جسم در لحظهٔ t, t زمان و v0 برابر سرعت اولیهٔ جسم است.

## سرعت متوسط
در فیزیک و مکانیک، سرعت متوسط (به انگلیسی: Average velocity) عبارت است از مقدار جابجایی طی شده در واحد زمان و واحد آن در سیستم SI متر بر ثانیه است.
{\displaystyle \Delta x={\boldsymbol {\bar {v}}}\Delta t\,.}

### مقایسه مسافت با جابجایی

#### تعریف مسافت
مسافت: عبارت است از طول کل مسیر طی شده توسط یک متحرک به کل تمام حرک از مبدأ تا مقصد یک متحرک گفته می‌شود.

#### تعریف جابجایی
جابجایی: یعنی فاصله مستقیم مبدأ تا مقصد که جهت را نیز نشان می‌دهد در واقع جابجایی فاصله برداری نقاط AوB است

### مقایسه سرعت متوسط با تندی متوسط
- تندی متوسط: مسافت پیموده شده در واحد زمان.
- سرعت متوسط: جابجایی در واحد زمان.
- تندی کمیتی نرده‌ای ولی سرعت کمیتی برداری می‌باشد.

برای به دست آوردن مقدار حرکت و سرعت در حالی که به چند قسمت تقسیم شده با روش d1/v1 + d2/v2 + d3/v3 + ..... = d/x می‌توان عمل کرد
درحالی که با فرمول حرکت چند قسمتی m/n هم می‌توان به دست آورد ولی این راه به صورت اختصار درآمده فرمول m/n است.
تندی فقط بیانگر این است که جسم چقدر تند حرکت می‌کند، در حالی که سرعت هم تندی و جهت حرکت جسم را توصیف می‌کند. اگر گفته شود خودرویی با تندی ۶۰ کیلومتر در ساعت حرکت می‌کند، تندی آن مشخص شده‌است. با این حال، اگر گفته شود خودرو با سرعت ۶۰ کیلومتر در ساعت به سمت شمال حرکت می‌کند، اکنون سرعت آن مشخص شده‌است.
تفاوت بزرگ را می‌توان با در نظر گرفتن حرکت در اطراف یک دایره تشخیص داد. هنگامی که چیزی در یک مسیر دایره ای حرکت می‌کند و به نقطه شروع خود بازمی‌گردد، سرعت متوسط آن صفر است (تغییرات سرعت زاویه‌ای تقسیم بر زمان)، اما تندی متوسط آن با تقسیم محیط دایره طی شده بر زمان حرکت به دور دایره به دست می‌آید. به این دلیل که سرعت متوسط تنها با در نظر گرفتن تغییر جابجایی بین نقطه شروع و پایان محاسبه می‌شود (که اینجا صفر است)، در حالی که تندی متوسط فقط کل مسافت طی شده را در نظر می‌گیرد و تقسیم بر زمان می‌کند.
سرعت در اجسام طول دار
هنگامی که جسم ما طول داشته باشد (مانند قطار، مترو، تریلی و…)باید طول آن را با مسافت جمع کنیم
علت این موضوع این است که متحرک باید به‌طور کامل مسافت را طی کند. به عنوان مثال هنگامی که قطار باید از یک پل عبور کند، باید به‌طور کامل قسمت انتهایی قطار،انتهای پل را رد کند؛ مثلاً طول قطار (کل قطار به همراه واگن‌ها، اتصالات و متعلقات) ۲۵۰ متر است و طول پل نیز ۱۰۰متر است. اگر سرعت قطار ۵۰۰ متر بر ثانیه باشد، قطار در ۰/۷ ثانیه پل را می‌گذراند
همچنین اگر دو متحرک طول دار کنار هم باشند، می توان از این قانون با کمی تغییر استفاده کرد
مثال:قطاری ۱۰۰ متری از کنار یک واگن ثابت ۴۰۰ متری عبور می‌کند. اگر ۸ ثانیه طول بکشد تا قطار به‌طور کامل از کنار واگن گذر کند، سرعت متوسط قطار چند کیلومتر بر ساعت است؟
پاسخ:واگن ثابت است پس سرعت نسبی آنها جمع سرعت قطار با صفر است.
۱۰۰+۴۰۰ برابر با طول است که ۵۰۰ می‌شود. همچنین قطار در ۸ ثانیه مسافت را طی کرده
پس:.۶۲٫۵=۸÷۵۰۰ متر بر ثانیه است
62.5m/s×۳٫۶=225km/h